# Bolbochromus plagiatus
Bolbochromus plagiatus är en skalbaggsart som beskrevs av John Obadiah Westwood 1852. Bolbochromus plagiatus ingår i släktet Bolbochromus och familjen Bolboceratidae. Inga underarter finns listade.